# Friedrich Feld
Friedrich Feld (né Fritz Rosenfeld le 5 décembre 1902 à Vienne et mort le 27 décembre 1987 à Bexhill-on-Sea) est un journaliste, traducteur et auteur autrichien de littérature d'enfance et de jeunesse, dont les livres ont été traduits en français sous le nom Frédéric Feld.

## Biographie
Après avoir obtenu son examen de fin d'études secondaires en art et littérature, il fait de la critique de théâtre pour des journaux viennois. Entre 1923 et 1934, il tient la rédaction culturelle du journal social-démocrate Arbeiter-Zeitung. Avec la guerre civile autrichienne de 1934, il part pour la Tchécoslovaquie.
À Prague, il travaille comme lecteur et scénariste pour les productions cinématographiques Paramount. En 1939, il s'exile à nouveau, cette fois pour le Royaume-Uni. En 1940, en tant qu'"ennemi étranger", il est interné sur l'île de Man. Il travaille ensuite au service de surveillance des émissions en tchèque pour la BBC, puis, de 1946 à 1962, comme traducteur pour l'agence de presse Reuters. Il obtient la citoyenneté britannique en 1948. Refusant de revenir en Autriche après 1945, il livre cependant des critiques de films pour l'Arbeit-Zeitung. Il passe la fin de sa vie dans le Sussex de l'Est.
Il a écrit des livres pour l'enfance et la jeunesse, des pièces de théâtre et des pièces radiophoniques, toujours en allemand. Une de ses pièces, Le mille quatre cent quatorze part en vacances, a été diffusée à la radio française en 1959. Il a aussi fait des traductions depuis le tchèque et l'anglais vers l'allemand, entre autres de romans de Phyllis Whitney. Ses livres pour enfants les plus connus sont Le Parapluie à musique et Il était une locomotive.

## Œuvres traduites
- L'arc-en-ciel vogue vers Masagara (Der Regenbogen fährt nach Masagara, 1938), Bourrelier collection L'Alouette, 1957.
- Le Parapluie à musique (Der musikalische Regenschirm, 1950), traduit par Vladimir Volkoff, Hachette Bibliothèque rose, 1965 ; réédition Le Livre de Paris collection Mickey Club junior, 1984.
- Le mousse de la Santa Maria (Der Schiffsjunge der Santa Maria), Traduction et adaptation française de Fernand Lambert, Alsatia Signe de Piste SDP 189, 1968 - réédition Delahaye, 2013.
- Tom comédien du roi (Die Komödianten des Königs, 1967), éditions G. P. collection Spirale, 1972.
- L'Auberge des magiciens Spuk in Berghotel, 1965), traduit par Olivier Séchan, Hachette Bibliothèque rose, 1973.
- Pouf fait du cinéma (Plumps dreht einen Film, 1957), éditions G. P. collection Dauphine, 1974.
- Il était une locomotive (1414 geht auf Urlaub, 1948), traduit par Olivier Séchan, Hachette Bibliothèque rose, 1964.
- Le Clown qui vendait des bonbons (Der Schreken von Miebau, 1965), Hachette Bibliothèque rose, 1979.

## Sources
- (de) Cet article est partiellement ou en totalité issu de l’article de Wikipédia en allemand intitulé « Friedrich Feld » (voir la liste des auteurs).
- Catalogue général de la Bibliothèque nationale de France
- Friedrich Feld http://auteurs.romans-scouts.com/page68.html